# Чагарниця рудолоба
Чагарни́ця рудолоба (Garrulax rufifrons) — вид горобцеподібних птахів родини Leiothrichidae. Ендемік Індонезії.

## Опис
Довжина птаха становить 27 см. Забарвлення переважно коричневе, лоб рудуватий. Через очі проходять чорні смуги. Очі світло-оранжеві.

## Підвиди
Виділяють два підвиди:
- G. r. rufifrons Lesson, R, 1831 — західна Ява;
- G. r. slamatensis Siebers, 1929 — центральна Ява (гора Сламет).

## Поширення і екологія
Рудолобі чагарниці є ендеміками острова Ява. Вони живуть у вологих гірських тропічних лісах. Зустрічаються на висоті від 1009 до 2400 м над рівнем моря.

## Поведінка
Рудолобі чагарниці зустрічаються в зграях до 15 птахів. Іноді приєднуються до змішаних зграй птахів. Живляться годами і комахами. В кладці 2-3 яйця.

## Збереження
МСОП класифікує цей вид як такий, що перебуває під загрозою зникнення. Представників підвиду G. r. slamatensis не спостерігали з 1925 року. Можливо, цей підвид вимер в дикій природі (в неволі живуть кілька представників цього підвиду). Загалом, за оцінками дослідгників, у природі мешкає від 50 до 250 рудолобих чагарниць. Їм загрожує знищення природного середовища, а також вилов з метою продажу на пташиних ринках.